# Liste d'écrivains cap-verdiens
Cet article dresse une liste d'écrivains cap-verdiens, du pays ou de la diaspora, classée d'abord selon l'ordre alphabétique des patronymes, puis par ordre chronologique en fonction de la date de naissance des auteurs. Cette recension ne peut prétendre à l'exhaustivité, mais mérité d'être abondée et améliorée.

## Listes

### Liste alphabétique
- Germano Almeida
- Orlanda Amarílis
- Jorge Barbosa
- Amílcar Cabral
- Pedro Cardoso
- Aguinaldo Fonseca
- Corsino Fortes
- Sérgio Frusoni
- António Aurélio Gonçalves
- António Januário Leite
- Baltasar Lopes da Silva
- José Lopes
- Manuel Lopes
- Gabriel Mariano
- João Cleofas Martins
- Ovídio Martins
- Manuel de Novas
- Oswaldo Osório
- Ivone Ramos
- Luís Romano
- Onésimo Silveira
- Eugénio Tavares
- José Luís Tavares
- Henrique Teixeira de Sousa
- Tomé Varela da Silva
- João Vário
- Manuel Veiga
- Arménio Vieira

### Liste chronologique

#### 1800
- António Januário Leite (1867-1930)
- Eugénio Tavares (1867-1930)
- José Lopes (1872-1962)
- Pedro Cardoso (1890-1942)

#### 1900
- Sérgio Frusoni (1901-1975)
- António Aurélio Gonçalves (1901-1984)
- João Cleofas Martins (1901-1970)
- Jorge Barbosa (1902-1971)
- Baltasar Lopes da Silva (1907-1989)
- Manuel Lopes (1907-2005)

#### 1910
- Henrique Teixeira de Sousa (1919-2006)

#### 1920
- Aguinaldo Fonseca (1922-)
- Luís Romano (1922-2010)
- Orlanda Amarílis (1924-)
- Amílcar Cabral (1924-1973)
- Ivone Ramos (1926-)
- Gabriel Mariano (1928-2002)
- Ovídio Martins (1928-1999)

#### 1930
- Corsino Fortes (1933-)
- Onésimo Silveira (1935-)
- Oswaldo Osório (1937-)
- João Vário (1937-2007)
- Manuel de Novas (1938-2009)

#### 1940
- Arménio Vieira (1941-)
- Germano Almeida (1945-)
- Manuel Veiga (1948-)

#### 1950
- Tomé Varela da Silva (1950-)

#### 1960
- José Luís Tavares (1967-)

## Sources
- lirecapvert.org, site web le plus complet sur la littérature et la culture capverdienne des origines à aujourd'hui
- (en) Richard A. Lobban Jr et Paul Khalil Saucier, Historical dictionary of the Republic of Cape Verde, Scarecrow Press,  Lanham, Maryland ; Toronto ; Plymouth, UK, 2007, 304 p.  (ISBN 978-0-8108-4906-8)
- (fr) Arnaldo França, « Évolution de la littérature cap-verdienne », in Découverte des îles du Cap-Vert, AHN, Praia ; Sépia, Paris, 1998, p. 194-212  (ISBN 2907888749)
- (fr) Manuel Veiga, Insularité et littérature aux îles du Cap-Vert, Karthala, Paris, 1997, 266 p.  (ISBN 9782865377978)